# Jo Nesbø

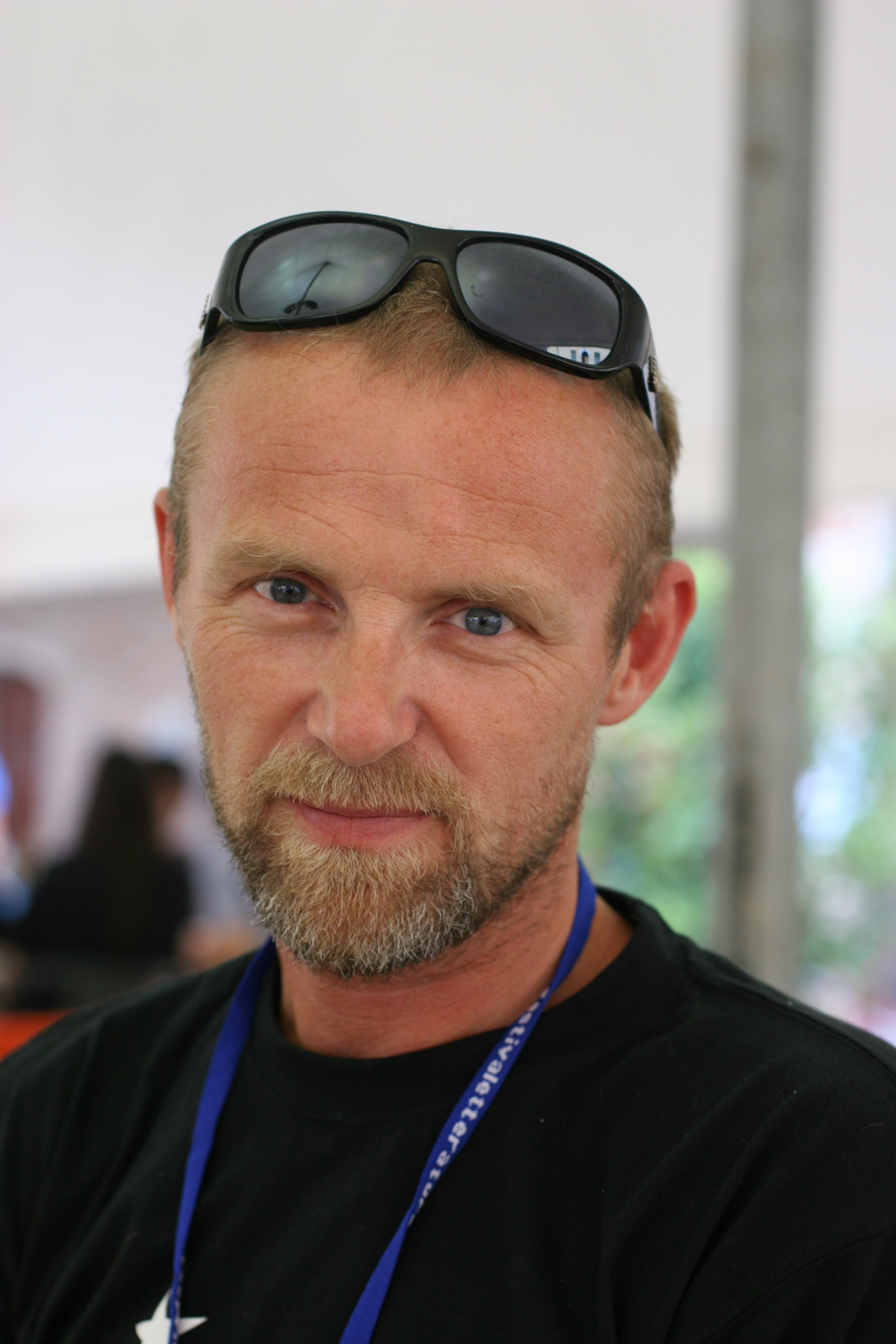
Jo Nesbø (2008)

Jo Nesbø (* 29. März 1960 in Oslo) ist ein norwegischer Schriftsteller und Musiker. Bekannt wurde er vor allem mit Kriminalromanen um den Hauptkommissar Harry Hole.

## Leben
Nesbø wurde als Sohn einer Bibliothekarin geboren. Als Jugendlicher machte er sich Hoffnungen auf eine Karriere als Profi-Fußballer, die er jedoch nach Kreuzbandrissen aufgeben musste.
Nach einer Ausbildung als Diplom-Kaufmann und Finanzanalyst an der Norwegischen Handelshochschule Bergen war er neben seiner Tätigkeit als Sänger und Komponist der Popgruppe Di Derre als Makler und Journalist tätig. Heute ist er hauptberuflicher Schriftsteller.
Hauptperson der Harry-Hole-Reihe ist der alkoholkranke, alleinstehende Hauptkommissar Harry Hole, der zumeist brutale Mordfälle lösen muss.
Nesbø erhielt im Jahr 1997 den norwegischen Riverton-Preis und 1998 den skandinavischen Krimipreis (Glasnøkkelen) für seinen Debütroman Flaggermusmannen. Sein Roman Rotkehlchen brachte ihm 2000 den norwegischen Buchhandelspreis ein und wurde 2004 zum besten norwegischen Krimi aller Zeiten (Tidenes beste norske krim) gewählt.
Bis heute wurden seine Bücher rund 20 Millionen Mal verkauft und in 47 Sprachen übersetzt, darunter ins Schwedische, Finnische, Dänische, Englische, Deutsche, Niederländische, Französische, Russische, Polnische, Tschechische, Slowenische, Kroatische und Ungarische.
2014 wurde die auf einem seiner Kinderbücher basierende Verfilmung Doktor Proktors Pupspulver veröffentlicht. Im Jahr 2016 verlieh ihm der norwegische Rivertonklubben den Ehrenpreis (Rivertonklubbens ærespris).
Im Oktober 2017 hatte die Verfilmung seines Romans Schneemann aus der Harry-Hole-Reihe Premiere.
Er wirkte am Drehbuch der deutsch-kanadisch-norwegische Fernsehserie So Long, Marianne mit, die am 2. Oktober 2024 im NDR erstausgestrahlt wurde.
Im Jahr 2008 begann er mit dem Sportklettern, wo er inzwischen Routen im Grad 7c+ auf der französischen Skala bewältigte, was dem Grad IX+ auf der UIAA-Skala entspricht. Nach eigenen Angaben trainiert er fünf bis sechs Mal pro Woche.

## Diskographie
- Den derre – Di Derre (1993)
- Jenter & sånn – Di Derre (1994)
- Gym – Di Derre (1996)
- Slå meg på – Di Derre (1998)
- Karusellmusikk – Soloalbum (2001)
- di beste med di derre – Di Derre (2006)

## Bibliographie

### Harry-Hole-Reihe
1. 1997: Flaggermusmannen (deutsch: Der Fledermausmann. Kriminalroman. Übersetzt von Günther Frauenlob. Ullstein, Berlin 1999, ISBN 3-548-24597-8.)
2. 1998: Kakerlakkene (deutsch: Kakerlaken. Kriminalroman. Übersetzt von Günther Frauenlob. Ullstein, Berlin 2007, ISBN 978-3-548-26646-6.)
3. 2000: Rødstrupe (deutsch: Rotkehlchen. Kriminalroman. Übersetzt von Günther Frauenlob. Ullstein, Berlin 2003, ISBN 3-548-25544-2.)
4. 2002: Sorgenfri (deutsch: Die Fährte. Kriminalroman. Übersetzt von Günther Frauenlob. Ullstein, Berlin 2003, ISBN 3-548-25958-8.)
5. 2003: Marekors (deutsch: Das fünfte Zeichen. Kriminalroman. Übersetzt von Günther Frauenlob. Claassen, Berlin 2006, ISBN 978-3-546-00397-1.)
6. 2005: Frelseren (deutsch: Der Erlöser. Kriminalroman. Übersetzt von Günther Frauenlob. Ullstein, Berlin 2007, ISBN 978-3-550-08686-1.)
7. 2007: Snømannen (deutsch: Schneemann. Kriminalroman. Übersetzt von Günther Frauenlob. Ullstein, Berlin 2008, ISBN 978-3-550-08757-8.)
8. 2009: Panserhjerte (deutsch: Leopard. Kriminalroman. Übersetzt von Günther Frauenlob und Maike Dörries. Ullstein, Berlin 2010, ISBN 978-3-550-08774-5.)
9. 2011: Gjenferd (deutsch: Die Larve. Kriminalroman. Übersetzt von Günther Frauenlob. Ullstein, Berlin 2011, ISBN 978-3-550-08873-5.)
10. 2013: Politi (deutsch: Koma. Kriminalroman. Übersetzt von Günther Frauenlob. Ullstein, Berlin 2013, ISBN 978-3-550-08013-5.)
11. 2017: Tørst (deutsch: Durst. Kriminalroman. Übersetzt von Günther Frauenlob. Ullstein, Berlin 2017, ISBN 978-3-550-08172-9.)
12. 2019: Kniv (deutsch: Messer. Kriminalroman. Übersetzt von Günther Frauenlob. Ullstein, Berlin 2019, ISBN 978-3-550-08173-6.)
13. 2022: Blodmåne (deutsch: Blutmond. Kriminalroman. Übersetzt von Günther Frauenlob. Ullstein, Berlin 2022, ISBN 978-3550201554.)

### Blood-on-Snow-Reihe
- 2015: Blod på snø (deutsch: Blood on Snow. Der Auftrag. Thriller. Ullstein Hardcover, Berlin 2015, ISBN 978-3-550-08077-7.)
- 2015: Mere blod (deutsch: Blood on Snow. Das Versteck. Thriller. Ullstein Hardcover, Berlin 2016, ISBN 978-3-550-08078-4.)

### Kinderbücher
- 2007: Doktor Proktors prompepulver (deutsch: Doktor Proktors Pupspulver. Übersetzt von Hinrich Schmidt-Henkel. Arena, Würzburg 2008, ISBN 978-3-401-06304-1.)
- 2008: Doktor Proktors tidsbadekar (deutsch: Doktor Proktors Zeitbadewanne. Übersetzt von Hinrich Schmidt-Henkel. Arena, Würzburg 2009, ISBN 978-3-401-06330-0.)
- 2010: Doktor Proktor og verdens undergang. Kanskje (deutsch: Doktor Proktor verhindert den Weltuntergang. Oder auch nicht… Übersetzt von Günther Frauenlob und Maike Dörries. Arena, Würzburg 2011, ISBN 978-3-401-06339-3.)
- 2013 Doktor Proktor og det store gullroveriet (deutsch: Doktor Proktor im Goldrausch. Übersetzt von Günther Frauenlob und Maike Dörries. Arena, Würzburg 2013, ISBN 978-3-401-06648-6.)

### Weitere Werke
- 1999: Stemmer fra Balkan/Atten dager i mai (Dokumentation mit Espen Søbye)
- 2001: Karusellmusikk (Novelle)
- 2007: Det hvite hotellet (Kurzroman)
- 2008: Hodejegerne (deutsch: Headhunter. Thriller. Übersetzt von Günther Frauenlob, Ullstein, Berlin 2011, ISBN 978-3-548-28045-5.)
- 2014: Sønnen (deutsch: Der Sohn. Übersetzt von Günther Frauenlob, Ullstein, Berlin, ISBN 978-3-550-08044-9.)
- 2015: Idee zur zehnteiligen TV-Serie Okkupert (dt. Titel: Occupied – Die Besatzung) und Mitarbeit an deren Produktion.[5]
- 2018: Macbeth (deutsch: Macbeth. Blut wird mit Blut bezahlt. München 2018, ISBN 978-3-328-60017-6)
- 2020: Kongeriket (deutsch: Ihr Königreich. Übersetzt von Günther Frauenlob, Ullstein, Berlin, ISBN 978-3-550-05074-9).
- 2021: Sjalusimannen og andre fortellinger (deutsch: Eifersucht. Übersetzt von Günther Frauenlob, Ullstein, Berlin, ISBN 978-3-550-20152-3).
- 2023: Natthuset (deutsch: Das Nachthaus. Kriminalroman. Übersetzt von Günther Frauenlob. Ullstein, Berlin 2023, ISBN 978-3-550-05073-2.)
- 2024: Kongen av Os (deutsch: Der König. Kriminalroman. Übersetzt von Günther Frauenlob. Ullstein, Berlin 2024, ISBN 978-3-550-20156-1.)

## Hörbücher
- 2006: Serum, Der Hörverlag (DHV) München, ISBN 3-89940-832-2 (ungekürzt, 1 CD gelesen von Axel Milberg, 45 Min.)
- 2007: Das fünfte Zeichen, Hörbuch Hamburg, ISBN 978-3-89903-782-1 (gekürzt, 5 CDs gelesen von Heikko Deutschmann, 459 Min.)
- 2008: Doktor Proktors Pupspulver, Der HR Verlag DHV, ISBN 978-3-86717-358-2 (gekürzt, 2 CDs gelesen von Andreas Schmidt, 158 Min.)
- 2009: Schneemann, Hörbuch Hamburg, ISBN 978-3-86909-024-5 (gekürzt, 6 CDs gelesen von Oliver Mommsen, 424 Min.)
- 2009: Der Erlöser, Hörbuch Hamburg, ISBN 978-3-86909-007-8 (gekürzt, 6 CDs gelesen von Heikko Deutschmann, 432 Min.)
- 2009: Doktor Proktors Zeitbadewanne, Der Hörverlag (DHV) München, ISBN 978-3-86717-404-6 (gekürzt, 4 CDs gelesen von Andreas Schmidt, 251 Min.)
- 2010: Der Fledermausmann, Hörbuch Hamburg, ISBN 978-3-86909-058-0 (gekürzt, 5 CDs gelesen von Heikko Deutschmann, 365 Min.)
- 2010: Kakerlaken, Hörbuch Hamburg, ISBN 978-3-89903-663-3 (gekürzt, 5 CDs gelesen von Achim Buch, 394 Min.)
- 2010: Headhunter, Hörbuch Hamburg, ISBN 978-3-86909-037-5 (gekürzt, 4 CDs gelesen von Johannes Steck, 286 Min.)
- 2010: Leopard, Hörbuch Hamburg, ISBN 978-3-89903-685-5 (gekürzt, 6 CDs gelesen von Burghart Klaußner, 446 Min.)
- 2011: Dr. Proktor verhindert den Weltuntergang. Oder auch nicht ..., Der Hörverlag (DHV) München, ISBN 978-3-86717-405-3 (gekürzt, 3 CDs gelesen von Andreas Schmidt, 254 Min.)
- 2011: Die Larve, Hörbuch Hamburg, ISBN 978-3-89903-247-5 (gekürzt, 6 CDs gelesen von Achim Buch und Rafael Stachowiak, 449 Min.), Hörbuch Hamburg, ISBN 978-3-8449-0518-2 (ungekürzt, 974 Min., gelesen von Uve Teschner)
- 2012: Die Fährte, Hörbuch Hamburg, ISBN 978-3-89903-352-6 (gekürzt, 6 CDs gelesen von Achim Buch, 439 Min.)
- 2013: Koma, Hörbuch Hamburg ISBN 978-3-89903-869-9 (gekürzt, 7 CDs gelesen Achim Buch, 533 Min.), Hörbuch Hamburg ISBN 978-3-8449-0883-1 (ungekürzt, 1.063 Min., gelesen von Uve Teschner)
- 2013: Rotkehlchen, Hörbuch Hamburg, ISBN 978-3-86909-121-1 (gekürzt, 6 CDs gelesen von Achim Buch, 445 Min.)
- 2014: Der Sohn, Hörbuch Hamburg, ISBN 978-3-89903-919-1 (gekürzt, 8 CDs gelesen von Sascha Rotermund, 595 Min.)
- 2015: Blood on Snow – Der Auftrag, ISBN 978-3-95713-001-3 (gekürzt, 4 CDs gelesen von Sascha Rotermund, 300 Min.)
- 2017: Durst, Hörbuch Hamburg ISBN 978-3-95713-087-7 (gekürzt, 9 CDs gelesen von Uve Teschner, 660 Min.)

## Verfilmungen
- 2011: Headhunters nach der Romanvorlage Hodejegerne (2008).
- 2014: Doktor Proktors Pupspulver  nach dem gleichnamigen Kinderbuch von 2007.
- 2015: Doktor Proktors Zeitbadewanne nach dem gleichnamigen Kinderbuch von 2008.
- 2017: Schneemann nach dem gleichnamigen Roman von 2007 aus der Harry-Hole-Reihe.

## Auszeichnungen
- 1997: Riverton-Preis für Flaggermusmannen (dt. Der Fledermausmann)
- 1998: Glasnyckel für Flaggermusmannen (dt. Der Fledermausmann)
- 2000: Bokhandlerprisen für Rødstrupe
- 2007: Finnischer Krimipreis für die Harry-Hole-Reihe
- 2007: Bokhandlerprisen für Snømannen
- 2010: Palle-Rosenkrantz-Preis für Panserhjerte (dt. Leopard)
- 2010: Corine für das Hörbuch Leopard
- 2010: Kritikerprisen für Doktor Proktor og verdens undergang. Kanskje (dt. Doktor Proktor verhindert den Weltuntergang. Oder auch nicht...)
- 2016: Ehrenpreis des Rivertonklubben[2]
- 2019: Riverton-Preis für Kniv (dt. Messer)
- 2025: Benennung eines Asteroiden nach ihm: (545561) Nesbø